# 대홍수 (1933년 영화)
《대홍수》(영어: Deluge)는 1933년 개봉한 미국의 SF 재난 영화이다. S. 파울러 라이트의 동명 소설을 원작으로, 필릭스 E. 파이스트 감독이 연출하고 페기 섀넌, 시드니 블래크머, 로이스 윌슨, 맷 무어, 프레드 콜러가 출연했다. 연이은 자연재해가 인류 사회를 덮쳐 문명이 붕괴한 상황에서 생존자들의 이야기를 그린다.

## 줄거리
과학자들은 뉴욕시를 향해 다가오는 강력한 폭풍을 감지하고, 전례 없는 재난이 임박했음을 경고한다. 갑작스런 일식과 함께 전 세계적으로 지진이 발생하고 서부 해안이 파괴된다. 엄청난 해일이 도시들을 덮치고 문명이 무너진다. 마틴 웹스터는 아내 헬렌과 두 자녀와 함께 대피하려 하지만, 혼란 속에서 가족과 헤어진다. 홀로 살아남은 마틴은 절망 속에서 오두막을 짓고 생존을 위한 터널을 만든다.
한편, 또 다른 섬에서 불량배 제프슨과 노우드는 의식을 잃은 수영 선수 클레어를 발견하고, 그녀를 두고 갈등을 겪는다. 클레어는 도망치고, 복수심에 불탄 제프슨은 그녀를 찾아 나선다. 클레어는 마틴의 섬에 도착해 그와 친구가 되고 결국 사랑에 빠진다. 그 무렵, 재난에서 살아남은 사람들이 마을을 이루고, 그곳에는 마틴의 아내 헬렌과 아이들도 있었다. 헬렌을 돌봐온 마을 지도자 톰은 그녀에게 청혼하지만, 헬렌은 거절한다.
제프슨은 마틴의 은신처를 발견하고, 갱단과 합류해 클레어를 납치한다. 마틴은 클레어를 구출하고 둘은 터널에 숨지만, 갱단은 터널에 불을 지른다. 격투 끝에 클레어는 제프슨을 죽인다. 톰이 이끄는 자경단이 그들을 구출하고 마을로 데려온다. 마틴은 헬렌과 재회하지만 클레어와의 관계도 밝힌다. 그는 두 여인 모두를 사랑하며 누구도 선택하지 않겠다고 선언한다. 헬렌과 마틴의 변함없는 관계에 클레어와 톰은 괴로워한다.
마을 내 분쟁이 심해지자 마틴은 경매를 통해 경제 시스템을 구축하고 시장으로 선출된다. 마틴과 헬렌의 행복한 모습을 본 클레어는 절망하여 바다로 뛰어든다. 마틴은 해변에서 그녀를 바라보며 이야기는 끝맺는다.

## 출연진
- 페기 섀넌 - 클레어
- 시드니 블래크머 - 마틴
- 로이스 윌슨 - 헬렌
- 맷 무어 - 톰
- 프레드 콜러 - 젭슨
- 랠프 해럴드 - 노우드
- 에드워드 밴슬론 - 칼라일 교수
- 새뮤얼 하인즈 - 수석 예보관